# 重犯罪特捜班/ザ・セブン・アップス
『重犯罪特捜班/ザ・セブン・アップス』（The Seven-Ups）は1973年のアメリカ映画。

## 概要
重犯罪者を合法スレスレの汚いやり方も利用して捕らえ、起訴されると必ず7年以上の懲役刑につながることから「セブン・アップス」と呼ばれている特捜班があり、その活躍を描いたアクションである。
1971年に公開された『フレンチ・コネクション』の一部スタッフ・キャストが再結集して制作された。そのため、『フレンチ・コネクション』の外伝的な雰囲気を持つと評されることもある。
物語後半の20分にも及ぶカーチェイスは、ニューヨーク市警の協力を得て市内及び郊外で撮影された。

## ストーリー
マンハッタンにあるニューヨーク市警察のある分署内の囮捜査チーム通称「ザ・セブン・アップス」は、リーダー・バディの幼なじみビトーから犯罪組織の情報を仕入れていた。
その頃、組織の幹部が誘拐され身代金を強奪される事件が頻発。が、組織は事件が外へ漏れるのをひた隠しにしていた。
ある日、運転手に扮して組織に潜入していたアップスの一員アンセルが駐車場で銃撃を受け倒れているのを発見したバディ。現場から逃げ去る犯人。ニューヨーク中を追跡するものの、あと一歩のところで逃げられてしまう。
同じ現場で撃たれて瀕死状態の組織の幹部を無理やり訊問したバディは、銃撃犯は謎の誘拐グループだと知り捜査を開始、犯人のひとりを射殺する

## キャスト
| 役名         | 俳優                   | 日本語吹替 | 日本語吹替                                                   |
| 役名         | 俳優                   | TBS版      | テレビ朝日版                                                 |
| ------------ | ---------------------- | ---------- | ------------------------------------------------------------ |
| バディ       | ロイ・シャイダー       | 家弓家正   | 羽佐間道夫                                                   |
| ビトー       | トニー・ロビアンコ     | 山田康雄   | 山田康雄                                                     |
| ケリッシュ   | ラリー・ヘインズ       | 真木恭介   | 宮川洋一                                                     |
| ムーン       | リチャード・リンチ     |            | 青野武                                                       |
| ボー         | ビル・ヒックマン       |            | 森川公也                                                     |
| アンセル     | ケン・カーチェヴァル   |            | 井上真樹夫                                                   |
| バリルリ     | ヴィクター・アーノルド |            | 中田浩二                                                     |
| ミンゴ       | ジェリー・レオン       |            | 相模太郎                                                     |
| ギルソン署長 | レックス・エバーハート |            | 藤本譲                                                       |
| コルテロ     | ルー・ポラン           |            |                                                              |
| パーティ     | マット・ラッソ         |            |                                                              |
| トレダノ     | ジョー・スピネル       |            |                                                              |
| その他       | N/A                    |            | 木原正二郎 石井敏郎 国坂伸 仲木隆司 安田明江 峰恵研 小林由利 |

- TBS版 - 初回放送1976年10月25日『月曜ロードショー』
- テレビ朝日版 - 初回放送1980年9月28日『日曜洋画劇場』

## スタッフ
- 監督・製作：フィリップ・ダントニ
- 製作補：ジェラルド・B・グリーンバーグ
- 製作総指揮：ケネス・ウット、バリー・J・ウェイツ
- 原案：ソニー・グロッソ
- 脚本：アルバート・ルーベン、アレクサンダー・ジェイコブス
- 撮影：アース・ファーラー
- プロダクションデザイン：エド・ウィットスタイン
- 衣装デザイン：ジョセフ・G・オーリシ
- 編集：ジェラルド・B・グリーンバーグ、スティーヴン・A・ロッター、ジョン・C・ホーガー
- 音楽：ドン・エリス
- 舞台装置：ジョン・ゴッドフリー

### 日本語版
テレビ朝日版
- 演出：高桑慎一郎
- 翻訳：進藤光太
- 調整：栗林秀年
- 効果：大野義信
- 制作：日米通信社

### 小説（ノベライゼーション）
「ザ・セブン・アップス」（早川書房　NV文庫）